# Paris–Roubaix 2009
| Rennergebnis | Rennergebnis        | Rennergebnis |
| ------------ | ------------------- | ------------ |
| Sieger       | Tom Boonen          | 6h 15' 53"   |
| 2.           | Filippo Pozzato     | + 0:47 min.  |
| 3.           | Thor Hushovd        | + 1:17 min.  |
| 4.           | Leif Hoste          | gl. Zeit     |
| 4.           | Johan Vansummeren   | + 1:22 min.  |
| 5.           | Juan Antonio Flecha | + 2:14 min.  |
| 6.           | Heinrich Haussler   | + 3:13 min.  |
| 7.           | Sylvain Chavanel    | + 3:15 min.  |
| 8.           | Manuel Quinziato    | + 5:00 min.  |
| 9.           | Matti Breschel      | + 5:29 min.  |
| 10.          | Wouter Weylandt     | gl. Zeit     |

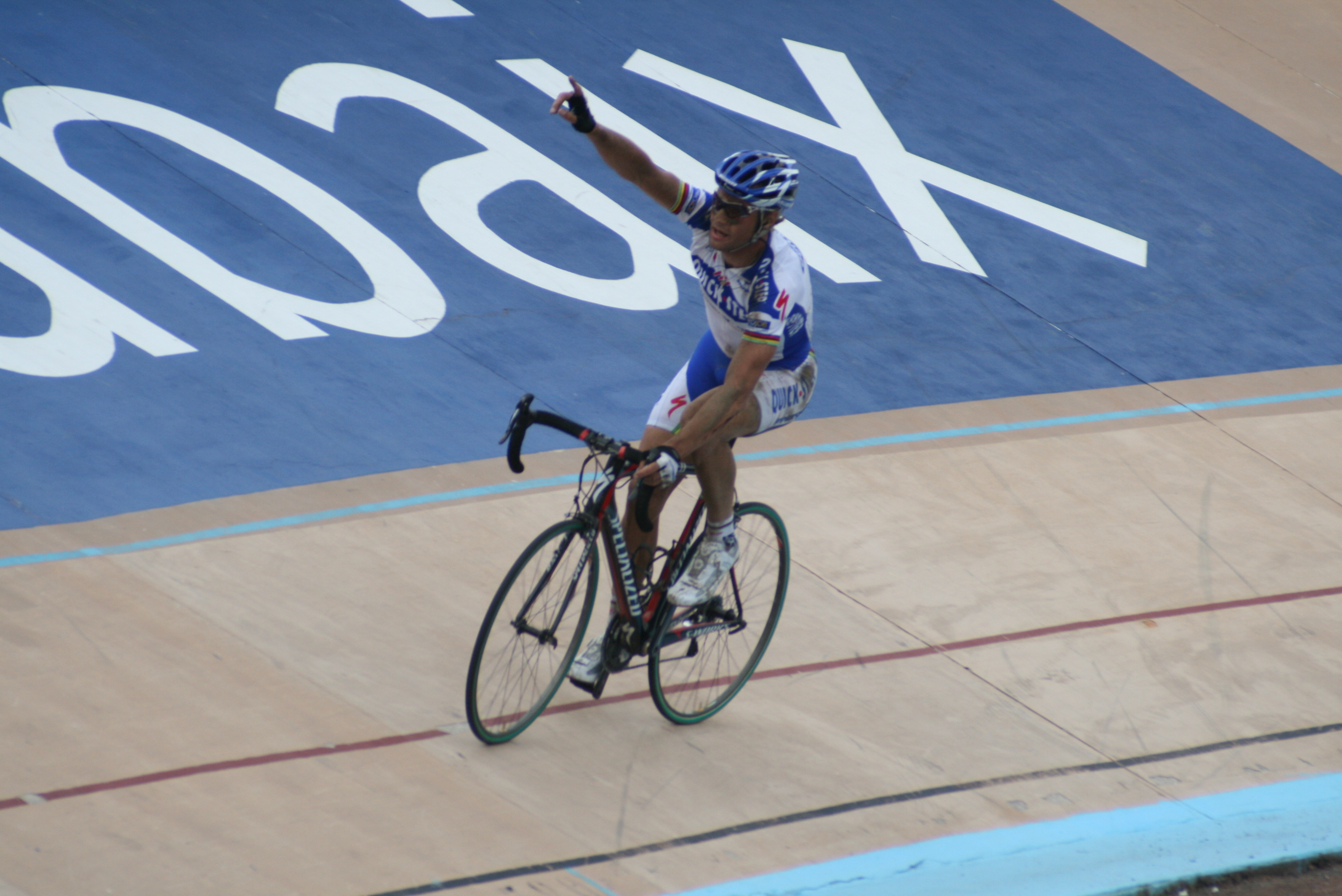
Tom Boonen feiert seinen Sieg im Velodrom von Roubaix

Das Eintagesrennen Paris–Roubaix 2009 war die 107. Austragung des Radsportklassikers und fand am Sonntag, den 12. April 2009, statt.
Das Rennen führte von Compiègne, rund 80 Kilometer nördlich von Paris, nach Roubaix, wo es im  Vélodrome André-Pétrieux endete. Die gesamte Strecke war 259 Kilometer lang. Es starteten 187 Fahrer, von denen sich 99 platzieren konnten. Der Sieger Tom Boonen absolvierte das Rennen mit einer Durchschnittsgeschwindigkeit von 41,34 km/h.
Hinter dem Pavé-Sektor von Mons-en-Pévèle bei Kilometer 211 bildeten sechs Fahrer eine führende Gruppe. Als diese Fahrer den Carrefour de l’Arbre erreichten, stürzte Juan Antonio Flecha und brachte bis auf Boonen auch die anderen zu Fall. Boonen bemerkte zunächst nicht, dass er nur noch allein unterwegs war. Filippo Pozzato versuchte noch erfolglos, ihn einzuholen. Tom Boonen errang somit seinen dritten Sieg bei Paris–Roubaix nach 2005 und 2008.
Am Carrefour de l’Arbre gab es Zwischenfälle mit alkoholisierten flämischen Fans, die Fahrer angriffen und Begleitfahrzeuge beschädigten. Seitdem  herrscht für die Zuschauer bei Paris–Roubaix entlang des Sektors mit Ausnahme im Restaurant de l’Arbre Alkoholverbot. Der ursprünglich viertplatzierte Leif Hoste wurde 2012 wegen Dopings nachträglich disqualifiziert, die übrigen Fahrer rückten um einen Platz auf.